# Joan Miralles i Ribas
Joan Miralles i Ribas (Barcelona, 15 de novembre 1946 - 12 de setembre de 1993) va ser un actor de teatre i cinema català. Va morir a causa de la sida.
Va començar al Grup d'Estudis Teatrals d'Horta (els Lluïsos d'Horta), al costat de Josep Montanyès i Rosa Maria Sardà, amb obres com "L'ombra de l'escorpí", de Maria Aurelia Capmany. Al llarg de la seva carrera artística fou intèrpret en obres com "Mar i Cel", "Tirant lo Blanc" o "Alfons Quart", aquesta darrera estrenada al Teatre Romea la temporada 1989-1990, que fou la darrera en actiu de l'actor, degut a la malaltia que acabaria amb la seva vida. La seva darrera actuació fou el 1990 al Mercat de les Flors, amb el muntatge "Terra Baixa" d'Àngel Guimerà, a càrrec de la companyia del Teatre Lliure i amb la direcció de Fabià Puigserver, obra que ja havia interpretat amb èxit anys abans amb la Companyia Joan Majó, una iniciativa privada de teatre en català, i versionada per Josep Maria Benet i Jornet. També va participar en espais dramàtics a televisió, i va participar en diferents pel·lícules de cinema.
També es va comprometre públicament en la vida pública i política del país. L'octubre de 1982 va ser un dels signants, intel·lectuals de diferents àmbits, del manifest "Ara, pel canvi" que demanava el vot pels socialistes.